# Boubacar Kébé
Pour les articles homonymes, voir Kébé.
Ne doit pas être confondu avec Boubacar Hamadoun Kébé.
Boubacar Djeddy Kébé, né le 10 mai 1987 à Ouagadougou, est un joueur de football originaire du Burkina Faso. Il joue au poste d'attaquant.
Après la liquidation judiciaire du RC Strasbourg, libre de tout contrat, il signe en 2011 à AS Cherbourg (National).

## Carrière

### US Torcy / Girondins de Bordeaux
Il arrive en France en 1994, alors âgé de 7 ans et s'inscrit dans le club de l'US Torcy. Il se fait rapidement remarquer par plusieurs clubs professionnels et signe un précontrat avec les Anglais de Blackburn. Mais en 2002, il rejoint Bordeaux où il devient champion de France dans une catégorie de jeunes.

### FC Libourne-Saint-Seurin
En provenance du centre de formation des Girondins de Bordeaux, Boubacar Kébé est d'abord prêté au FC Libourne-Saint-Seurin avant de le rejoindre définitivement en 2007. Il jouera finalement avec le club en ligue 2 lors des saisons 2006-2007 et 2007-2008.
Lors d'un match de championnat contre le SC Bastia il se fait connaître pour s'être déclaré victime d'insultes racistes de la part de supporters (voir Affaire Kébé). À la suite de cela, il joue pendant cinq mois dans la réserve du club girondin, ne revenant qu'en fin de parcours.
Il quitte le club à la fin de la saison 2007-2008 lorsque celui-ci est relégué en National pour la saison 2008-2009.

### Nîmes Olympique
Le 17 juin 2008, Boubacar Kébé rejoint le Nîmes Olympique, club tout juste promu en Ligue 2, signant un contrat d'un an.
Malgré un début de saison mitigé, il réalise de bonnes performances qui lui vaut d'être suivi par plusieurs formations de Ligue 1 et de Ligue 2.
Après seulement six mois passés dans le Gard, il rejoint finalement le Racing Club de Strasbourg, le 15 décembre 2008. Bien que joueur important du dispositif de Jean-Luc Vannuchi (démis de ses fonctions le même jour), le club nîmois ne le garde pas car « il avait l'esprit ailleurs et manquait de motivation », selon son président, Jean-Louis Gazeau. Le transfert occasionne le versement d'une indemnité de 350 000 €. Il dispute 17 matchs et marque 5 buts pour le club nîmois.

### RC Strasbourg
Boubacar Kébé fait sa première apparition avec son nouveau club le 22 décembre 2008 contre Boulogne. Mais il n'arrive pas à s'imposer dans le club alsacien, notamment à cause de ses blessures à répétition.
Au début de saison 2010-2011, Laurent Fournier, alors nouvel entraîneur des ciel et blanc, l'utilise lors des matchs amicaux. Mais à cause de piètres prestations et d'une nouvelle blessure, il ne fera aucune apparition sous le maillot strasbourgeois, même en National.